# Fåvang
Fåvang é uma pequena vila no município de Ringebu, Noruega com uma população de 694 habitantes (2019). A cerca de 41 km do centro de Fåvang fica Lillehammer.